# 頑火輝石
頑火輝石（がんかきせき）、エンスタタイト（英: enstatite）は、ケイ酸塩鉱物の一種。マグネシウムを主成分とする斜方輝石。

## 性質・特徴
化学組成は Mg2Si2O6 で、Mg が Fe2+ に置換した斜方輝石が鉄珪輝石（てつけいきせき、ferrosilite、フェロシライト）。頑火輝石(En)と鉄珪輝石(Fs)とは連続固溶体をつくるため、En50Fs50 を境にする。かつては2種間を古銅輝石（こどうきせき、bronzite） - 紫蘇輝石（しそきせき、hypersthene） - 鉄紫蘇輝石（てつしそきせき、ferrohypersthene） - ユーライト（eulite）に分けていたが、現在では使われない。
また、同じ化学組成で単斜晶系のものは、単斜頑火輝石という。
学名は、ギリシャ語で『対抗する』を意味する"Enstates"にちなむ。融点が高く、約1400 ℃に加熱しないと、溶け始めない。つまり、頑（かたく）なに、火に対抗する。これが鉱物名の由来であり、和名も同様である。

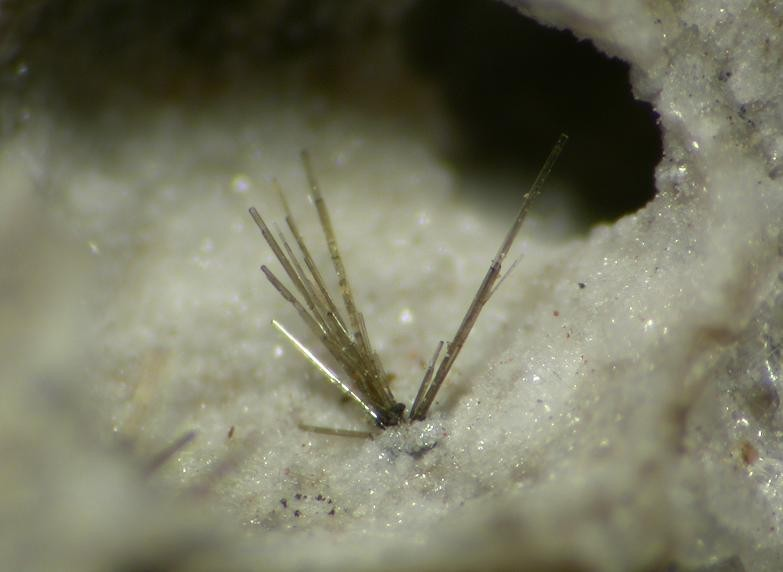
鉄珪輝石

## 産出地
火成岩や変成岩を構成する造岩鉱物の一つ。

## 用途・加工法
岩手県川井村道又では、放射状の結晶集合が産し、観賞用に採掘された。